# Comando de Aeródromo E (v) 223/VII
El Comando de Aeródromo E (v) 233/VII (Flieger-Horst-Kommandantur E (v) 233/VII) fue una unidad de la Luftwaffe durante la Segunda Guerra Mundial.

## Historia
Fue formado el 1 de abril de 1944 en Morlaix, a partir del Comando de Aeródromo E 61/XIII. Fue disuelto en febrero de 1945.

## Comandantes
- Capitán Friedrich Schandau – (20 de septiembre de 1944 – 31 de enero de 1945)
- Capitán Eitel Barth – (31 de enero de 1945 – febrero de 1945)

## Servicios
- abril de 1944 – julio de 1944: en Morlaix (Francia)
- julio de 1944 – agosto de 1944: en Tavaux.
- octubre de 1944 – diciembre de 1944: en Öttingen (Alemania).
- enero de 1945 – febrero de 1945: en Leipheim bajo el Comando de Base Aérea 11/VII.